# Ryoji Noyori
Ryoji Noyori, född 3 september 1938 i Kobe, är en japansk kemist. Han tilldelades Nobelpriset i kemi år 2001 för sitt "arbete över kiralt katalyserade hydrogeneringsreaktioner". Han delade halva prissumman med amerikanen William S. Knowles. Den andra halvan tilldelades amerikanen Karl Barry Sharpless.
Ryoji Noyori disputerade 1967 vid Kyoto University. Sedan 1972 är han professor i kemi vid Nagoya University, Nagoya, Japan. Han är president för det japanska forskningsinstitutet RIKEN.
Många molekyler uppträder i två former som är spegelbilder av varandra – liksom våra händer är varandras spegelbilder. Sådana molekyler kallas kirala. I naturen har det visat sig att den ena formen ofta dominerar. I våra celler passar därför den ena spegelbildsformen av en molekyl "som handen i handsken", i motsats till den andra som rentav kan vara skadlig. 2001 års Nobelpristagare har utvecklat molekyler som kan katalysera viktiga reaktioner så att endast den ena av de två spegelbildsformerna bildas. Katalysatormolekylen, som själv är kiral, påskyndar reaktionen utan att själv förbrukas. Metoderna har fått stor praktisk betydelse i industriella processer för framställning av läkemedel, till exempel antibiotika, antiinflammatoriska medel och hjärtmediciner.
Noyori tilldelades 2001 Wolfpriset i kemi tillsammans med Henri Kagan och Karl Barry Sharpless.